# Lily of the Valley (chanson)
Pour les articles homonymes, voir Lily of the Valley.
Singles de Queen
Now I'm Here
(1975) Bohemian Rhapsody
(1975)
Lily of the Valley est une chanson du groupe Queen parue sur l'album Sheer Heart Attack, comme single double face A avec Keep Yourself Alive ou Now I'm Here en 1975.
En 1975, la chanson est présente en face B de différents singles
Les paroles de la chanson font référence à Seven Seas of Rhye, titre présent sur l'album Queen II : « messenger from Seven Seas has flown, to tell the King of Rhye he's lost his throne ».
L'acteur Rami Malek, qui interprète Freddie Mercury dans le film Bohemian Rhapsody, a révélé dans l'émission The Late Show with Stephen Colbert que Lily of the Valley était l'une de ses chansons préférées de Queen.

## Reprises
Lily of the Valley est reprise par le groupe américain Game Theory, présente en titre bonus en 2015 sur la réédition de leur album de 1985, Real Nighttime.
Le groupe de metal Dream Theater reprend plusieurs titres de Queen dans un medley présent sur leur album Black Clouds and Silver Linings (2009).

## Crédits
- Freddie Mercury : chant principal, chœurs et piano
- Brian May : guitare électrique
- Roger Taylor : batterie
- John Deacon : basse